# Grimmit
Das Mineral Grimmit ist ein sehr selten vorkommendes Nickel-Cobalt-Sulfid aus der Spinell-Supergruppe mit der Endgliedzusammensetzung Ni2+Co3+2S4. Es kristallisiert mit kubischer Symmetrie und entwickelt körnige Kristalle von unter einem Millimeter Größe.
Die Typlokalität ist die Uran-Mine No. 9 bei Háje u Příbramě im Okres Příbram der Středočeský kraj (Mittelböhmische Region), Tschechien.

## Etymologie und Geschichte
Das synthetische Äquivalent von Grimmit wurde bereits in den 1960er Jahren wegen seiner elektrischen Eigenschaften untersucht. Aktuell sind Cobalt-Sulfospinelle von Interesse als Kathodenmaterial von Lithium-Ionen-Akkumulatoren oder als Katalysatoren.
Natürliche Cobalt- und Nickel-Thiospinelle kennt man seit Mitte des 18. Jahrhunderts. Aus "Schwedischem Pyrit" (Co3 O4), später als "Kobaltkies" und schließlich als Linneit beschrieben, extrahierte Georg Brandt erstmals das Metall Cobalt. Das Nickel-Äquivalent Polydymit wurde 1876 im Siegerland entdeckt, wo um 1850 auch das Nickel-Cobalt-Sulfid Siegenit beschrieben wurde. Siegenit, Nickellinneit und Linneit wurden als Namen für Linneit-Polydymit-Mischkristalle verwendet, bis die Arbeitsgruppe um Fernando Bosi 2018 die Spinell-Supergruppe neu ordnete und Siegenit als Spinell mit der Zusammensetzung CoNi2S4 definierte. Den Cobalt-reicheren Spinell NiCo2S4 führt die Gruppe um Robert M. Hazen 2017 als hypothetisches Endglied auf.
Als neues Mineral beschrieben wurde NiCo2S4 2021 von tschechischen Mineralogen in einem Bruchstück eines Siderit-Sphalerit-Gangs aus der Uran-Mine bei Háje u Příbramě, Tschechien. Sie benannten den neuen Spinell Grimmit nach Johann Grimm (1805–1874), dem früheren Direktor der Bergakademie in Příbram, der heutigen Technische Universität Ostrava.

## Klassifikation
Die strukturelle Klassifikation der IMA zählt den Grimmit zur Spinell-Supergruppe, wo er zusammen mit Cadmoindit, Cuprorhodsit, Daubréelith, Greigit, Indit, Kalininit, Linneit, Polydymit, Siegenit, Violarit und Xingzhongit die „Linneit-Untergruppe“ innerhalb der „Thiospinelle“ bildet.
Da der Grimmit erst 2020 als eigenständiges Mineral anerkannt wurde, ist er weder in der zuletzt 1977 überarbeiteten 8. Auflage der Mineralsystematik nach Strunz noch in der „Lapis-Systematik“ nach Stefan Weiß oder der zuletzt 2009 aktualisierten 9. Auflage der Strunz’schen Mineralsystematik verzeichnet. Auch die vorwiegend im englischen Sprachraum gebräuchliche Systematik der Minerale nach Dana kennt den Grimmit noch nicht.
Die von der Mineraldatenbank „Mindat.org“ weitergeführte Strunz-Klassifikation, die sich im Aufbau nach der 9. Auflage der Strunz’schen Mineralsystematik richtet, führt in der Gruppe 2.DA.05 neben Bornhardtit, Cadmoindit, Carrollit, Cuproiridsit, Cuprorhodsit, Daubréelit, Fletcherit, Florensovit, Greigit, Indit, Kalininit, Linneit, Malanit, Polydymit, Siegenit, Trüstedtit, Tyrrellit, Violarit, Xingzhongit auch die nach 2009 neu beschriebenen Spinelle Berndlehmannit, Cuprokalininit, Joegoldsteinit, Nickeltyrrellit und Shiranuiit. Grimmit und Ezochiit werden hier der allgemeineren Gruppe 2.DA (Metallsulfide mit M:S=3:4) zugewiesen.

## Chemismus
Grimmit ist ein Nickel-Cobalt-Spinell mit der Endgliedzusammensetzung [4]Ni2+[6]Co3+2S4. In den eckigen Klammern ist die Koordinationszahl der Kationenposition angegeben.
Der Grimmit aus der Typlokalität hat die empirische Zusammensetzung:
- Ni1,01(Co1,99Fe0,06Pb0,01Bi0,01)S3,92[4]

Er bildet Mischkristalle mit einem Nickel-Eisen-Spinell entsprechend der Austauschreaktion
- Co = Fe[4]

## Kristallstruktur
Grimmit kristallisiert mit kubischer Symmetrie der Raumgruppe Fd3m (Raumgruppen-Nr. 227) und dem Gitterparameter a = 9,3933(9) Å mit der Struktur von Spinell mit 8 Formeleinheiten pro Elementarzelle. In diesem normalen Spinell ist die Tetraederposition vollständig mit Nickel besetzt und Cobalt besetzt die Oktaederposition.
Dieses Verteilungsmuster der Kationen bleibt über den gesamten Zusammensetzungsbereich der Cobalt-Nickel-Sulfospinelle gleich. Über die Ladungsverteilung ist jedoch kaum etwas bekannt. In den eckigen Klammern ist die Koordinationszahl der Kationenpositionen angegeben. 
| Name      | [4]A | [6]B2 | S4 | Anmerkung        |
| --------- | ---- | ----- | -- | ---------------- |
| Linneit   | Co   | Co2   | S4 | [ 6 ]            |
| Grimmit   | Ni   | Co2   | S4 | normaler Spinell |
| Siegenit  | Ni   | NiCo  | S4 | inverser Spinell |
| Polydymit | Ni   | Ni2   | S4 |                  |

## Bildung und Fundorte
Grimmit ist ein recht seltenes Mineral und weltweit nur an wenigen Fundorten dokumentiert worden.
In seiner Typlokalität, der Uran-Mine No. 9 bei Háje u Příbramě im Okres Příbram der Středočeský kraj (Mittelböhmische Region), Tschechien, tritt Grimmit in Form ideomorpher Kristalle von unter 1 mm Größe auf. Hier bildete sich Grimmit bei der Umwandlung von Mineralen der Skutterudit-Gruppe (Skutterudit, Nickelskutterudit, Ferroskutterudit) durch Hydrothermale Lösungen auf. Begleitminerale sind Siderit, Quarz, Pyrit, Sphalerit, Galenit, Ullmanit, Bismuthinit, Parkerit und Jaipurit. 